# موعد (مدیریت پروژه)

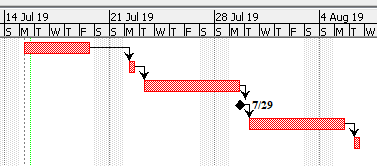
یک نقطه عطف، زمانی که در نرم افزار مدیریت پروژه قرار می گیرد، به عنوان یک کار زمان صفر انجام می شود و با علامت خاصی ظاهر می شود (الماس سیاه در این تصویر).

موعد یا مایلستون (انگلیسی: Milestone) ابزاری در مدیریت پروژه است، که نشان دهنده نقاط خاصی از گاه‌شمار پروژه می‌باشد. (نقطه ی عطف/مرحله ی مهم) .هر موعد اغلب با اتمام یک فاز یا تحویل بخشی از پروژه همراه است و نشان‌دهنده شروع مرحله جدیدی در چرخه عمر پروژه می‌باشد، که برای نمونه می‌توان به تاریخ شروع و پایان پروژه، یا بخش‌هایی از پروژه که نیاز به ممیزی خارجی یا بررسی‌های بودجه دارد، اشاره کرد. به‌طور معمول موعدها برای نظارت بر میزان پیشرفت پروژه استفاده می‌شوند و تنها پیشرفت فعالیت‌هایی را نمایش می‌دهند، که در مسیر بحرانی پروژه قرار گرفته‌اند و فعالیت‌های غیر بحرانی را نادیده می‌گیرند.